# Idiocera (Idiocera) impavida
Idiocera (Idiocera) impavida is een tweevleugelige uit de familie steltmuggen (Limoniidae). De soort komt voor in het Australaziatisch gebied.